# Agelasta lacteostictica
Agelasta lacteostictica là một loài bọ cánh cứng trong họ Cerambycidae.